# جزیره مدوزا
جزیره مدوزا (انگلیسی: Meduza Island; بلغاری: остров Медуза; IPA:&nbsp;[ˈɔstrof mɛˈduzɐ]) جزیره‌ای تقریباً پوشیده از یخ است که ۶۷۰ متر در جهت جنوب غربی–شمال شرقی و ۴۳۴ متر در جهت شمال–جنوب در گروه جزایر دانبروگ در مجمع‌الجزایر ویلهلم در منطقهٔ شبه‌جزیره جنوبگان امتداد دارد و مساحت آن ۱۱٫۹ هکتار است.
دلیل نام‌گذاری این ویژگی، شکل ظاهری آن مشابه یک عروس دریایی (به زبان بلغاری «مدوزا») و در ارتباط با نام‌های توصیفی دیگر جزایر این منطقه است.